# Rigas radio- och TV-torn

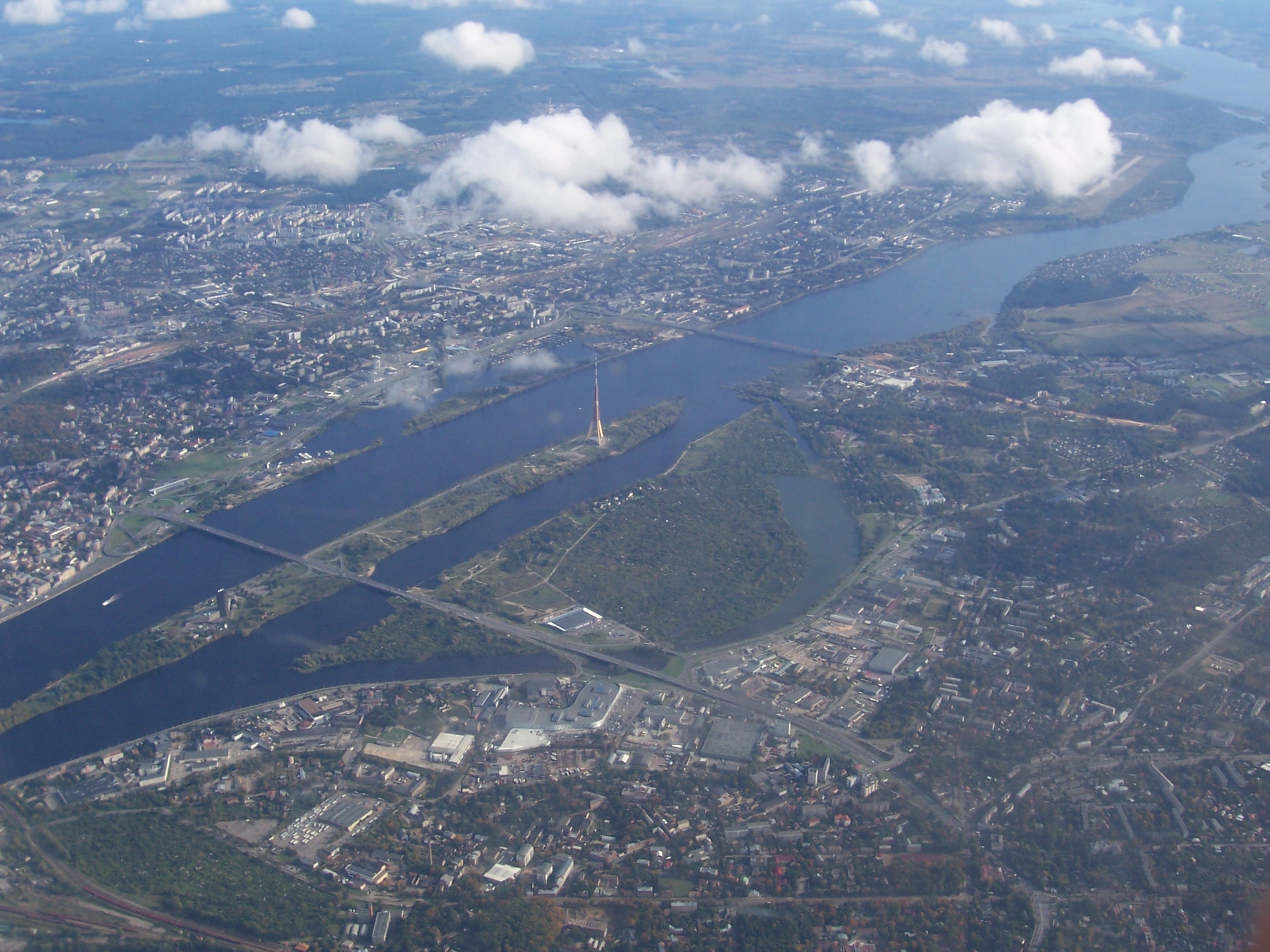
Vy från luften.

Rigas radio- och TV-torn är Europeiska unionens högsta byggnad, 368,5 meter hög. Den ligger i Riga i Lettland, och är 0,5 meter högre än Berlins TV-torn. Tornet byggdes mellan 1979 och 1986.
Tornet är tredje högsta TV-torn i Europa. De högsta ligger i Moskva och Kiev, och ett till har börjat byggas i Moskva.[när?] Rigas TV-torn byggdes liksom de nyss nämnda i dåvarande Sovjetunionen.
Tornet har tre ben. Det är hissar i två av dem, och trappor i det tredje. Utsiktsplattformen som allmänheten kan besöka är på 97 m höjd. I antenndelen finns en hiss från svenska Alimak Hek upp till 308 meter. För den återstående höjden finns en trappa inne i byggnaden.